# Rundak
Rundak, roundoff - jest to nabieg mający ułatwić lub zwiększyć prędkość do zrobienia różnych figur akrobatycznych (np. salto w tył, layout, fiflak), wykonuje się go podobnie jak gwiazdę, tylko z małymi różnicami: gdy ręce zostają położone na ziemi przechylamy tułów, łączymy nogi razem, po czym ciągną one nas do ziemi i następuje oderwanie rąk (w tym momencie nogi i ręce znajdują się w powietrzu tzn. nie dotykają ziemi) po czym lądujemy złączonymi nogami i mamy większą siłę wyskoku.